# کته
کَته یک روش پخت برنج در آشپزی ایرانی و منسوب به استان‌های شمالی ایران است. در این روش، برنج با شعلهٔ آرام و بدون صاف‌کردن پخت می‌شود. مشخصه آن بیا برنج‌های پخته شده دیگر بدون صاف کردن (روش ساده پخت) در شهرهای دیگر برنج کته باید اندک شفتگی داشته باشد و ته آن سوختگی (نه برشتگی) داشته باشد. مشخصه اصلی کته است.
کته معمولاً با کباب و خوراک‌های اصلی مصرف می‌شود.